# Fat Bastard
Fat Bastard (Gordo Cabrón en España y Marraneo Pérfido en Hispanoamérica) es un personaje ficticio de la segunda y tercera secuela de las películas de Austin Powers. Es un gaitero escocés con obesidad mórbida. El personaje está interpretado por Mike Myers. Su nombre le describe por su aspecto físico como  Fat (Gordo) y el apellido por su carencia de modales como Bastard (Bastardo).

## Características
Su gran peso (1 tonelada métrica) le permite tener una fuerza sobrehumana, tal como aparece en Goldmember como luchador de sumo. Comparte el mismo monitor como el presunto capo de la familia criminal Patriarca de Nueva Inglaterra Carmen Nunzio quien se refiere a él hacia sus asociados como "Fat Bastard" por pesar por encima de 300 libras (136 kilogramos).
El personaje es conocido por su mal temperamento, sus frecuentes y hediondas flatulencias, sus comportamientos groseros y sus inusuales hábitos para comer. Sus propios hábitos alimenticios van más allá de lo humano, incluyendo el canibalismo entre su dieta, un ejemplo es que le gusta comer bebés y enanos, lo que él mismo llama como "La otra, otra carne blanca". En Austin Powers: The Spy Who Shagged Me confesó haberse comido un bebe llegando a rechazar el dinero que el Dr. Evil le ofrecía por sus servicios a cambio de comerse a Mini-Me. Mike Myers de manera sarcástica declaró que le llevaba sobre 64 horas transformarse en el cuerpo de Fat Bastard.[cita requerida]
- Datos: Q2538172